# Kazimierz Zaremba
Kazimierz Zaremba herbu własnego (ur. w 1832, zm. 11 września 1894 we Lwowie) – ziemianin, poseł konserwatywny do austriackiej Rady Państwa

## Życiorys
Ziemianin, dzierżawca dóbr a następnie właściciel dóbr Adamówka w pow. podhajeckim. Członek Wydziału Okręgowego w Podhajcach Galicyjskiego Towarzystwa Kredytowego Ziemskiego (1883-1894). Członek oddziału brzeżańsko-podhajeckiego Galicyjskiego Towarzystwa Gospodarskiego we Lwowie (1876-1883). Członek Powiatowej Komisji Szacunkowej podatku gruntowego w Podhajcach (1880-1883).
Z poglądów konserwatysta, związany z podolakami. W latach 1874–1877, 1879-1894 członek Rady Powiatowej w Podhajcach. Członek (1874-1877, 1879-1880, 1890-1892) i wiceprezes (1880-1884, 1892-1894) Wydziału Powiatowego w Podhajcach. Poseł do austriackiej Rady Państwa VII kadencji (21 lutego 1890 – 23 stycznia 1891) po mianowaniu Romana Potockiego członkiem Izby Panów wybrany w wyborach uzupełniających w kurii IV (gmin wiejskich w okręgu wyborczym nr 21( Brzeżany-Kozowa-Rohatyn-Bursztyn-Podhajce-Wiśniowczyk). W parlamencie należał do frakcji posłów konserwatywnych (podolaków) w Kole Polskim w Wiedniu.

## Rodzina i życie prywatne
Pochodził z rodziny ziemiańskiej. Syn Józefa i  Lubiny z Berezowskich. Jego bratem był Bolesław Romuald (1830-1912). Ożenił się w 1861 z Eweliną z Suchowieckich.